# 小竹武夫
小竹 武夫（おだけ たけお、1905年9月3日 - 1982年5月2日）は、日本の中国文学者。石川県金沢市生まれ。京城帝国大学卒。兄の小竹文夫とともに『史記』を現代語訳し、ついで単独で『漢書』を全訳、1978年中日文化賞、1980年読売文学賞を受賞した。金沢美術工芸大学教授などを務めた。

## 翻訳
- 中国封建社会 瞿同祖 田島泰平共訳 生活社 1942
- 史記 司馬遷 小竹文夫共訳 弘文堂（全7巻） 1956-57

新版・筑摩書房「世界文学大系Ⅰ・Ⅱ」ほか。ちくま学芸文庫 全8巻 1995
- 漢書 全3巻 班固 筑摩書房 1977-79。ちくま学芸文庫 全8巻 1998